# جی‌تی‌ای: ماجراهای وایس سیتی
اتومبیل‌دزدی بزرگ: ماجراهای وایس سیتی (به انگلیسی: Grand Theft Auto: Vice City Stories) یک بازی ویدئویی در سبک اکشن-ماجراجویی و گیم‌پلی غیرخطی است که با همکاری دو شرکت راکستار لیدز و راک‌استار نرث طراحی و ساخته شد. این بازی به عنوان دهمین نسخه در مجموعه بازی‌های مشهور و پرفروش اتومبیل‌دزدی بزرگ به‌شمار می‌رود. نخستین انتشار این بازی، در ۳۱ اکتبر ۲۰۰۶ برای کنسول دستی پلی‌استیشن همراه و در ایالات متحده آمریکا بود و سپس برای کنسول پلی‌استیشن ۲ نیز در ۶ مارس ۲۰۰۷ به بازار عرضه شد.
زمان شکل‌گیری داستان‌های این بازی در سال ۱۹۸۴ در وایس سیتی است.

## گیم پلی
اتومبیل‌دزدی بزرگ: ماجراهای وایس سیتی یک بازی اکشن ماجراجویی است که در یک محیط جهان باز و از منظر سوم شخص بازی می‌شود و ساختاری مشابه سایر نسخه‌های سری اتومبیل‌دزدی بزرگ دارد.گیم پلی اصلی از عناصر تیراندازی سوم شخص و یک بازی رانندگی تشکیل شده است که به بازیکن محیط بزرگی برای حرکت می دهد.با پای پیاده، شخصیت بازیکن قادر به راه رفتن، دویدن، شنا کردن، پریدن و همچنین استفاده از سلاح و مبارزه اولیه تن به تن است.بازیکن می تواند وسایل نقلیه مختلفی از جمله اتومبیل، قایق، هواپیما، هلیکوپتر، جت اسکی و موتور سیکلت را کنترل کند.
محیط باز و غیر خطی به بازیکن این امکان را می دهد که به کاوش و انتخاب نحوه انجام بازی بپردازد.اگرچه ماموریت‌های داستانی برای پیشرفت در بازی و باز کردن قسمت‌ها و محتواهای خاص ضروری هستند، اما لازم نیست، زیرا بازیکن می‌تواند آنها را در اوقات فراغت خود انجام دهد.زمانی که بازیکن ماموریت داستانی را بر عهده نمی گیرد، می تواند آزادانه در دنیای بازی پرسه بزند.بازیکن می تواند در انواع ماموریت های جانبی اختیاری شرکت کند.ماموریت‌های جانبی سنتی بازی‌های گذشته گنجانده شده‌اند، اما نسبت به عناوین قبلی نسبتاً ارتقا یافته‌اند.یکی دیگر از بازی‌ها «گشت ساحلی» است که در آن شخصیت بازیکن ویکتور باید با دوچرخه‌سواران در ساحل با کالسکه‌های ساحلی برخورد کند (با تیراندازی یا تیراندازی برای از بین بردن دوچرخه‌هایشان) یا پرتاب نجات غریق برای شناگران در حال غرق شدن با قایق یا توسط قایق.
سیستم مبارزه در ماجراهای وایس سیتی بازنگری شد.مکانیزم هدف‌گیری به گونه‌ای بهینه‌سازی شده است که «هوشمندانه هدف‌گیری شود».دشمنانی که تهدید می کنند یا به بازیکن حمله می کنند روی عابران پیاده هدف قرار می گیرند.بزرگترین تغییرات مربوط به سیستم مبارزات تن به تن است، زیرا بازیکن می تواند حرکات و پرتاب های قلابی را انجام دهد و بالای سر دشمنانی که روی زمین دراز کشیده اند بایستد.بازیکن می‌تواند به پلیس یا کارکنان بیمارستان رشوه بدهد، زمانی که «تلف می‌شود» (کشته می‌شود) یا «شکست می‌خورد» (دستگیر می‌شود) تا سطح تحت تعقیب آن‌ها را پایین بیاورد، و سلاح‌هایی را که معمولاً گم می‌شوند، نگه دارد.
یکی از عناصر کلیدی گیم پلی در ماجراهای وایس سیتی، "امپراتوری ساختن" است.تازه به سری اتومبیل دزدی بزرگ، ایده‌هایی را از سیستم‌های «خواص» وایس سیتی و «جنگ‌های باند» سن آندریاس الهام گرفته است.برای کسب درآمد، بازیکن باید کسب‌وکارهای مختلفی را در اموالی که از باندهای دشمن به تصرف خود درآورده‌اند باز کرده و اداره کند - این موارد می‌تواند از راکت‌های حفاظتی گرفته تا فاحشه‌خانه‌ها یا ترکیبات قاچاق را شامل شود.هنگامی که یک بازیکن یک باند را از یک تجارت خاص حذف می کند، برای خرید در دسترس می شود.انواع مختلفی از کسب و کار وجود دارد، و هر کدام در اندازه های متفاوتی عرضه می شوند که بعداً می توان آنها را تغییر داد تا با نیازهای بازیکن سازگار شود.هر کسب و کار با ماموریت های منحصر به فردی همراه است که پس از تکمیل، پاداش های مختلف و همچنین افزایش درآمد برای کسب و کار مذکور به بازیکن پاداش می دهد.بازیکن گهگاه باید از کسب‌وکارهای متعلق به خود در برابر حملات باندهایی که به دنبال بازپس‌گیری آن‌ها هستند، دفاع کند، تا زمانی که تمام کسب‌وکارها در شهر به دست نیامده و در آن زمان حملات متوقف می‌شوند.
سیستم بسته های مخفی بازی های قبلی اتومبیل دزدی بزرگ در قالب 99 بادکنک قرمز پراکنده در سطح شهر بازمی گردد.این اشاره به موفقیت ننا در سال 1984 "۹۹ بادکنک" است که در اتومبیل دزدی بزرگ:وایس سیتی به نمایش درآمد.پیشرفت‌های گرافیکی از زمان انتشار اتومبیل‌دزدی بزرگ: ماجراهای لیبرتی سیتی شامل انیمیشن‌های جدید، زمان بارگذاری سریع‌تر، فاصله کشیدن بیشتر، کاهش تجمع عابران پیاده و وسایل نقلیه، انفجارهای پیچیده‌تر، و افزایش تراکم اشیا، وسایل نقلیه، و شخصیت های غیر بازیکن.
مانند نسخه قبلی خود، نسخه PSP ماجراهای وایس سیتی دارای حالت چند نفره برای حداکثر 6 بازیکن از طریق حالت ad-hoc WiFi (منطقه محلی) است.این بازی دارای 10 حالت مختلف بازی چند نفره بی سیم است که شامل استفاده از اتومبیل، هواپیما و وسایل نقلیه مبتنی بر آب می شود.مدل های مختلف عابر پیاده و شخصیت از حالت تک نفره به عنوان شخصیت های بازیکن موجود است.این حالت های چند نفره در نسخه PS2 گنجانده نشده است.

## خلاصه داستان

### تنظیمات
ماجراهای وایس سیتی در سال 1984 در وایس سیتی اتفاق می‌افتد و بخشی از مجموعه «جهان سه بعدی» سری اتومبیل دزدی بزرگ را تشکیل می‌دهد.دو سال قبل از رویدادهای اتومبیل‌دزدی بزرگ: وایس سیتی، تنظیمات بازی دارای مناطق مختلفی است که با نسخه 1986 وایس سیتی متفاوت است، از جمله مکان‌هایی که در حال ساخت هستند یا طرحی که قبلاً برای قرار دادن چیزی متفاوت در آن قرار داشت.نمونه‌ای از آن، محل یک نمایشگاه اتومبیل است که در سال 1986 تکمیل شد و هنوز در سال 1984 در حال ساخت است، در حالی که این تجارت در ساختمان کوچک‌تری در پایین جاده واقع شده است.

### داستان
در سال 1984، سرجوخه ویکتور "ویک" ونس در پایگاه ارتش معاون شهر، فورت باکستر مستقر شد.ویک برای جمع‌آوری پول برای داروی برادر مبتلا به آسمش، پیت، موافقت می‌کند که به سرپرست فاسدش، گروهبان جری مارتینز  کمک کند و خود را درگیر تجارت مواد مخدر شهر می‌بیند.پس از اینکه یک معامله به هم می‌خورد، مارتینز ویک را به خاطر مخفی کردن مواد مخدر زیر تختش و آوردن یک فاحشه به پایگاه متهم می‌کند، در نتیجه ویک به خیانت بزرگ متهم می‌شود و به طرز غیرمحترمانه‌ای از ارتش اخراج می‌شود.ویک که مجبور به رفتن به خیابان ها می شود، به تفنگدار عجیب و غریب و کهنه سرباز خودخوانده جنگ ویتنام، فیل کسیدی  که در طول کارش برای مارتینز با او آشنا شد، در ازای دریافت مکانی برای اقامت برای بازسازی زندگی اش، کمک می کند.مارتینز ویک و فیل را استخدام می کند تا کارهای بیشتری را برای او انجام دهند، فقط برای خیانت و تلاش برای کشتن آنها، منجر به قطع رابطه آنها با او پس از فرار از تله شد.در همین حال، ویک برای برادر زن فیل، مارتی جی ویلیامز ، رهبر یک باند خیابانی به نام مافیای پارک تریلر، کار می‌کند که مرتباً از همسرش لوئیز کسیدی-ویلیامز سوء استفاده می‌کند.مارتی که از رابطه رو به رشد ویک با همسرش عصبانی شده است، در نهایت سعی می کند او را بدزدد و ویک را مجبور به کشتن او و نجات لوئیز می کند.
با مرگ مارتی، ویک کنترل باند او را به دست می گیرد و نام آن را به خانواده ونس کرایم تغییر می دهد.او با کمک برادرش لنس  که به تازگی وارد شده است، به آرامی شروع به تصاحب راکت ها از باندهای رقیب می کند تا قدرت خود را افزایش دهد و آنها را به دارایی های تجاری خود تبدیل کند.در این روند، او احترام لوس کابرونز، یک باند خیابانی کوبایی به رهبری امبرتو روبینا  را به دلیل بیرون کردن رقبای خود جلب می کند و با یک مامور فاسد اداره مبارزه با مواد مخدر آمریکا برایان فوربس که خود را به عنوان یک رقیب ظاهر می کرد معامله می کند.پس از دزدیدن یک محموله بزرگ مواد مخدر، ویک و لنس خود را توسط برادران مندز، آرماندو  و دیگو، بزرگترین اربابان مواد مخدر وایس سیتی و صاحبان محموله ربوده می‌بینند.لنس به آنها دروغ می گوید که مارتینز، که مرتباً با مندزها سروکار دارد، یک مامور مخفی DEA است و مواد مخدر را به عنوان مدرک دزدیده است.پس از آزاد شدن، ویک و لنس شروع به همکاری با برادران مندز می کنند، که اولی را به کارگردان فیلم ترنسکشوال رنی واسولمایر  معرفی می کند.ویک در حالی که به رنی و دوستشان بری میکلتویت ، مدیر استعدادهای فیل کالینز  کمک می‌کند، قبل و در حین کنسرتش در ویس سیتی، وظیفه محافظت از فیل را در برابر قاتل‌های مافیایی، که بری مدیون آنهاست، می‌یابد.
رنی ویک را به ریکاردو دیاز  بارون مواد مخدر معرفی می کند که به دنبال تصاحب عملیات برادران مندز است و ویک و لنس را برای چندین شغل استخدام می کند.با این حال، آرماندو و دیگو نسبت به آن‌ها بی‌اعتماد می‌شوند و در نهایت پس از افشای دروغ‌های مارتینز به جان آن‌ها تلاش می‌کنند.پس از فرار از تله مندز، ویک با دیاز همکاری می کند تا آنها را به عنوان انتقام ورشکست کند.مندزها با ربودن لوئیز و لنس تلافی می‌کنند، که منجر به حمله ویک به عمارت آنها و کشتن آرماندو می‌شود، اگرچه او در نجات لوئیز که بر اثر جراحات وارده در حین اسارت می‌میرد، ناکام می‌ماند.ویک با قسم خوردن انتقام از دیگو و مارتینز، آخرین بار در کنار دیاز و فیل کار می کند تا آنها را ردیابی کند و یک هلیکوپتر ارتش را از فورت باکستر بدزدد.با استفاده از هلیکوپتر، ویک به مخفیگاه مارتینز و دیگو حمله می کند و هر دو مرد را می کشد.پس از اینکه لنس برای کمک خیلی دیر می رسد، سعی می کند ویک را متقاعد کند که در معامله مواد مخدر دیگری که قصد دارد راه اندازی کند، شرکت کند.ویک قاطعانه بر موضع خود می ایستد و می گوید که دیگر علاقه ای به مواد مخدر ندارد.لنس انتخاب ویک را می پذیرد و دو برادر وایس سیتی را ترک می کنند تا برای داروی پیت پول بدهند.

## توسعه
تیک-تو اینتراکتیو در ابتدا اعلام کرد که این عنوان قرار بود در 17 اکتبر 2006 در آمریکای شمالی و در 20 اکتبر 2006 در اروپا منتشر شود، اما اعلامیه ای در اوایل سپتامبر بیان کرد که انتشار بازی در آمریکای شمالی تا 31 اکتبر به تعویق افتاده است.اعلام شد که این بازی در 10 نوامبر 2006 در استرالیا منتشر خواهد شد.علاوه بر این، در اروپا (به استثنای بریتانیا و جمهوری ایرلند) بازی دچار تاخیر دیگری شد، از 3 نوامبر 2006 تا 10 نوامبر 2006، مانند استرالیا.

### پورت پلی استیشن 2
در 7 فوریه 2007، راک استار گیمز برنامه‌های خود را برای پورت پلی‌استیشن 2 اعلام کرد که در 6 مارس منتشر شد.توسط راک استار گیمز تایید شد که نسخه پلی استیشن 2 بازی یک پورت تقریبا مستقیم خواهد بود.این پورت دارای پیشرفت‌هایی مانند گرافیک پیشرفته (از جمله افزودن افکت‌های شکوفه، فعال شدن از طریق گزینه "ردیابی")، فاصله ترسیم و عملکرد مطابق انتظار است و شامل چند فعالیت جانبی جدید است که در نسخه PSP وجود نداشت، مانند پنج مورد.مشاغل عجیب و غریب جدید، شش پرش منحصر به فرد اضافی، پنج داد و بیداد دیگر، و یک ایستر اگ جدید.
در حالی که سایر پورت‌های اتومبیل دزدی بزرگ دارای ویژگی‌های اضافی اضافه شده‌اند (مانند پخش مجدد یا موسیقی متن سفارشی)، این اولین پورت از هر بازی اتومبیل دزدی بزرگ است که حاوی محتوای اضافی درون بازی است.
نسخه PS2 ماجراهای وایس سیتی به عنوان نسخه دیجیتالی برای پلی استیشن 3 در سال 2012، به عنوان یک عنوان کلاسیک پلی استیشن 2 اعلام شد، و در آوریل 2013 از طریق شبکه پلی استیشن منتشر شد.از آن زمان از PSN حذف شده است.

## برخورد
بر اساس گزارش گردآورنده نقد متاکریتیک، اتومبیل دزدی بزرگ:ماجراهای وایس سیتی نقدهای «به طور کلی مطلوب» از منتقدان دریافت کرده است.
پورت پلی استیشن 2 بازی به دلیل داشتن کدنویسی مشابه با نسخه PSP و رفع مشکلات بسیار کمی و حذف برخی موارد مورد انتقاد قرار گرفت، اما به دلیل نورپردازی بهتر مورد تحسین قرار گرفت.از 26 مارس 2008، ماجراهای وایس سیتی طبق گزارش تیک-تو اینتراکتیو، 4.5 میلیون نسخه فروخته است.الیوت فیش از هایپر بازی را به دلیل استفاده از "روکش نرم دهه 1980 [و داستان] به خوبی در ماموریت ها ادغام کرده است" تحسین کرد.
نسخه قابل حمل پلی استیشن بازی جایزه فروش "پلاتینیوم" را از انجمن ناشران نرم افزار سرگرمی و اوقات فراغت (ELSPA) دریافت کرد، که نشان دهنده فروش حداقل 300,000 نسخه در بریتانیا است.

### تمجیدها
- در سال 2006 جایزه آی‌جی‌ان را برای بهترین موسیقی متن مجاز در پلی‌استیشن همراه دریافت کرد.

- بهترین بازی دستی - جوایز گلدن جوی‌استیک 2007.

| گردآورنده  | امتیاز |
| ---------- | ------ |
| گیم‌رنکینگز | ۸۵٫۰۱٪ |
| متاکریتیک  | ۸۶/۱۰۰ |

| ناشر         | امتیاز |
| ------------ | ------ |
| یوروگیمر     | ۸٫۰/۱۰ |
| جی۴          | ۴/۵    |
| گیم اینفورمر | ۸٫۵/۱۰ |
| گیم‌اسپات     | ۸٫۴/۱۰ |
| آی‌جی‌ان       | ۹٫۰/۱۰ |